# Picobryum
Picobryum là một chi rêu trong họ Pottiaceae.